# Masaši Kišimoto
Masaši Kišimoto (japonsky 岸本斉史, Kišimoto Masaši, * 8. listopadu 1974) je japonský mangaka, který se proslavil především mangou Naruto, podle níž vzniklo úspěšné anime se stejným názvem.

## Dětství
Masaši se narodil v japonské prefektuře Okajama jako starší z dvojčat. Miloval anime a mangu už od dětství. Jeho prvním objevem bylo anime Doraemon, dále si pak oblíbil tehdejší fenomény jako Mobile Suit Gundam atd. Když začal chodit na základní školu, chytilo ho anime Dr. Slump od Akiry Torijamy. Chtěl si o něm zjistit pár dalších informací a zjistil, že Torijama vymyslel kromě Dr. Slumpa ještě jedno dílo, jímž byl Dragon Ball. Masaši byl okamžitě pohlcen Dragon Ballem a jeho sešity se začaly plnit kresbami z toho seriálu. Akira Torijama se stal jeho vzorem.

## Kišimotovo snažení
První manga, kterou Kišimoto kdy vytvořil, se jmenovala Hiatari-kun a pojednávala o chlapci, který je stínovým nindžou.
Když si jednou Kišimoto po škole listoval Jumpem, uviděl veliký nápis, na kterém stálo, že se může zúčastnit soutěže Hop Step Award, do níž může zaslat svou vlastní nakreslenou mangu, a když se jim bude líbit, zveřejní ji v samotném časopise. Kišimoto se rozhodl soutěže zúčastnit a dal se hned do kreslení. Problém byl ten, že ač se snažil sebevíc, nemohl najít svůj vlastní, osobitý styl, jímž by mangu nakreslil. Dařilo se mu jen kopírovat ostatní.
Po nějaké době snažení nakreslil Kišimoto přibližně třicetistránkovou mangu a ukázal ji bratrovi. Ten mu řekl, že je to o ničem, a tak šel za otcem. Ten mu řekl to stejné. Kišimoto se ale jen tak nechtěl vzdát. A tak to zkoušel znovu a znovu. Finální verzi s názvem Karakuri poslal do vydavatelství Šúeiša, která byla organizátorem soutěže. A skutečně, Kišimotovo snažení se zúročilo; vyhrál soutěž Hop Step Award, a díky této výhře v něm znovu zavládlo nadšení k tvoření mangy. Kišimoto nikdy nepřestal žít ve svém snu, a tak v roce 1999 poslal do Šónen Jumpu první verzi jedné z nejpopulárnějších mang světa: Naruto. Jeho sen – stát se slavným mangakou – se mu nakonec splnil.